# Сетон-Уотсон, Роберт Уильям
Уильям Роберт Сетон-Уотсон (род. 20 августа 1879, Лондон — 25 июля 1951, Скай, Шотландия) — британский государственный деятель, публицист и историк. Был известен под псевдонимом Скотус Виатор (англ. Scotus Viator). 

## Биография
Родился в богатой шотландской семье, жившей в Лондоне. Его отец владел чайной мануфактурой. Уильям получил образование в Винчестере и Оксфорде, где изучал всемирную историю. После окончания учебы, продолжал обучение в Берлине, Сорбонне и Вене. Там он начал интересоваться историей Венгрии. Уильям посетил эту часть тогдашней Австро-Венгрии в 1906 году, после чего опубликовал серию статей об угнетённом положении национальных меньшинств Австро-Венгрии с требованием предоставить им автономию. Был другом будущего первого президента Чехословакии Томаша Масарика.

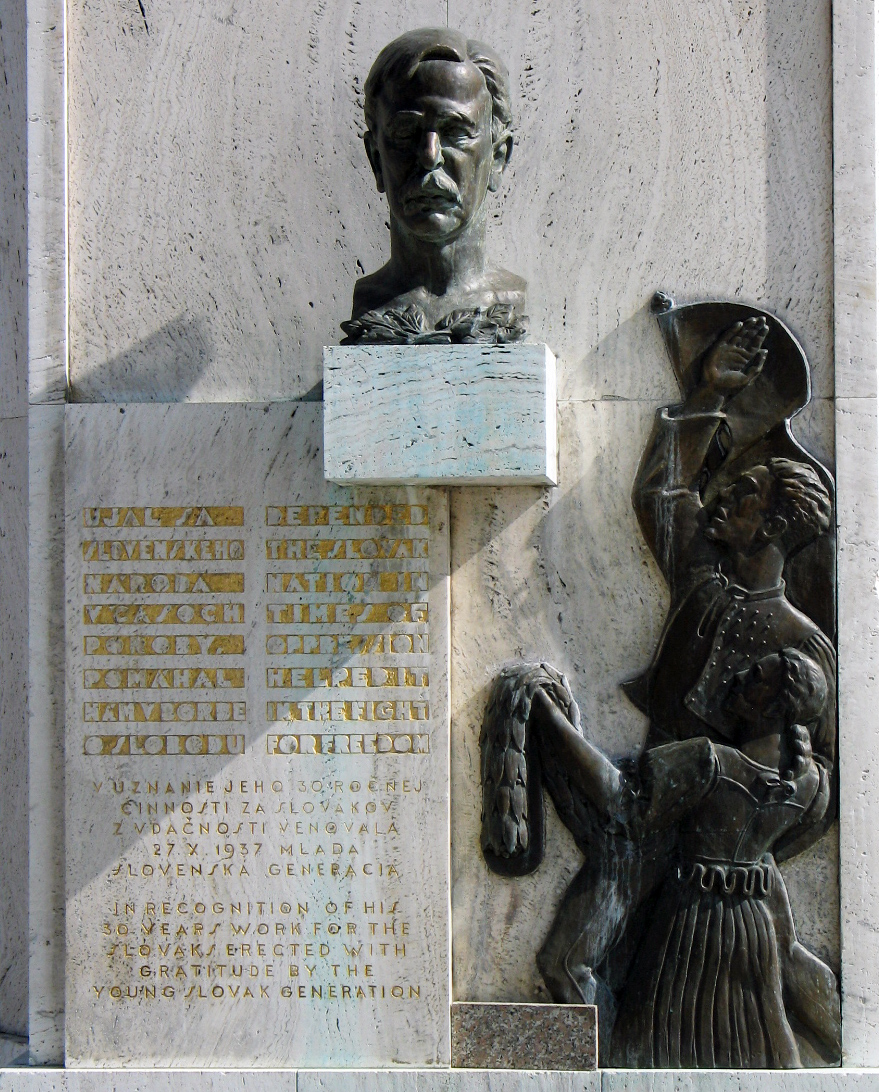
Мемориальная доска с бюстом на здании Ратуши в г. Ружомбероке (Словакия) напоминает о британском историке и журналисте Роберте Вильяме Сетон- Ватсоне (1879-1951), работавшем под псевдонимом Скотус Виатор (Scotus Viator).

## Государственная деятельность
В 1917—1918 годах, во время Первой мировой войны, работал в правительстве Великобритании в Департаменте пропаганды, где отвечал за британское влияние в Австро-Венгрии. Был активным участником Парижской мирной конференции, выступал за расширенное вмешательство Великобритании в дела появившихся после распада Австро-Венгрии государств, также стал одним из тех, кто в этот же период основал Школу славянских исследований.
В конце 1930-х годов Сетон-Уотсон находился в оппозиции к премьер-министру Чемберлену, критикуя в своих статьях его политику умиротворения нацизма. С 1939 по 1942 год работал в пресс-службе и затем в разведке Министерства иностранных дел. В 1945 году был назначен главой кафедры чехословацких исследований при Оксфордском университете. Был последовательным противником коммунизма и в 1949 году выступил с осуждением установления народно-демократической власти в Чехословакии. Последние годы жизни провёл на шотландском острове Скай.

## Исследования по истории
С 1946 по 1949 год возглавлял Королевское историческое общество. Его основные научные работы посвящены истории стран Юго-Восточной и Центральной Европы (в особенности Чехословакии и Венгрии), а также истории внешней политики Англии.

## Почетные звания
- Почетный доктор университета им. Я. А. Коменского (1928);
- Почетный доктор Загребского университета (1920);
- Почетный доктор Карлова университета (1919);
- Почетный доктор Университета Бабеша — Бойяи (1930);
- Почетный доктор Белградского университета.

## Память
- Мемориальная доска с бюстом на здании Ратуши в г. Ружомбероке (Словакия).